# William Seiling
William Bernard Seiling (* 28. Mai 1864 in St. Louis, Missouri; † 5. Januar 1951 ebenda) war ein US-amerikanischer Tauzieher.

## Erfolge
William Seiling nahm an den Olympischen Spielen 1904 in St. Louis für die erste Mannschaft des Southwest Turnverein of St. Louis teil. Im Viertelfinale besiegte die Mannschaft das griechische Team Panellinios Gymnastikos Syllogos aus Athen und traf anschließend auf den Milwaukee Athletic Club. Das Halbfinale ging verloren, sodass die Mannschaft abschließend eigentlich im Duell um Silber gegen den unterlegenen Finalisten, den New York Athletic Club, hätte antreten müssen. Da die New Yorker jedoch nicht antraten, erhielten Seiling sowie Max Braun, August Rodenberg, Charles Rose und Orin Upshaw kampflos die Silbermedaille.
Seiling war in seiner Heimatstadt St. Louis als Kraftsportler bekannt und blieb von 1895 bis 1905 in Wettkämpfen ungeschlagen, bei denen Bierfässer gestemmt werden mussten. Er führte zudem ein erfolgreiches Möbelgeschäft in St. Louis.